# Lawrenceville (Geórgia)
Lawrenceville é uma cidade localizada no estado americano de Geórgia, no Condado de Gwinnett.

## Demografia
Segundo o censo americano de 2000, a sua população era de 22 397 habitantes.
Em 2006, foi estimada uma população de 28 851, um aumento de 6 454 (28.8%).

## Geografia
De acordo com o United States Census Bureau tem uma área de 33,7 km², dos quais 33,6 km² cobertos por terra e 0,1 km² cobertos por água. Lawrenceville localiza-se a aproximadamente 296 m acima do nível do mar.

## Localidades na vizinhança
O diagrama seguinte representa as localidades num raio de 16 km ao redor de Lawrenceville.